# Куленсия-ва-Абд-эль-Кури (мудирия)
Куленсия-ва-Абд-эль-Кури (араб. مديرية قلنسية وعبد الكوري‎) — одна из двух мудирий (на пару с мудирией Хадибу) мухафазы Сокотра, Йемен. Он занимает западную часть главного острова архипелага Сокотра и все остальные острова архипелага. Он назван в честь своей столицы Куленсия, расположенной на северном побережье острова Сокотра, и Абд-эль-Кури, второго по величине острова архипелага. По состоянию на 2019 год в районе проживало 14 795 жителей.

## География
В мудирию входит остров Абд-эль-Кури, западная часть острова Сокотра и более мелкие острова Самха и Дарса.
Относится к мухафазе Сокотра, до 2013 года входившей в мухафазу Хадрамаут.
Столицей и самым большим городом округа является Куленсия.

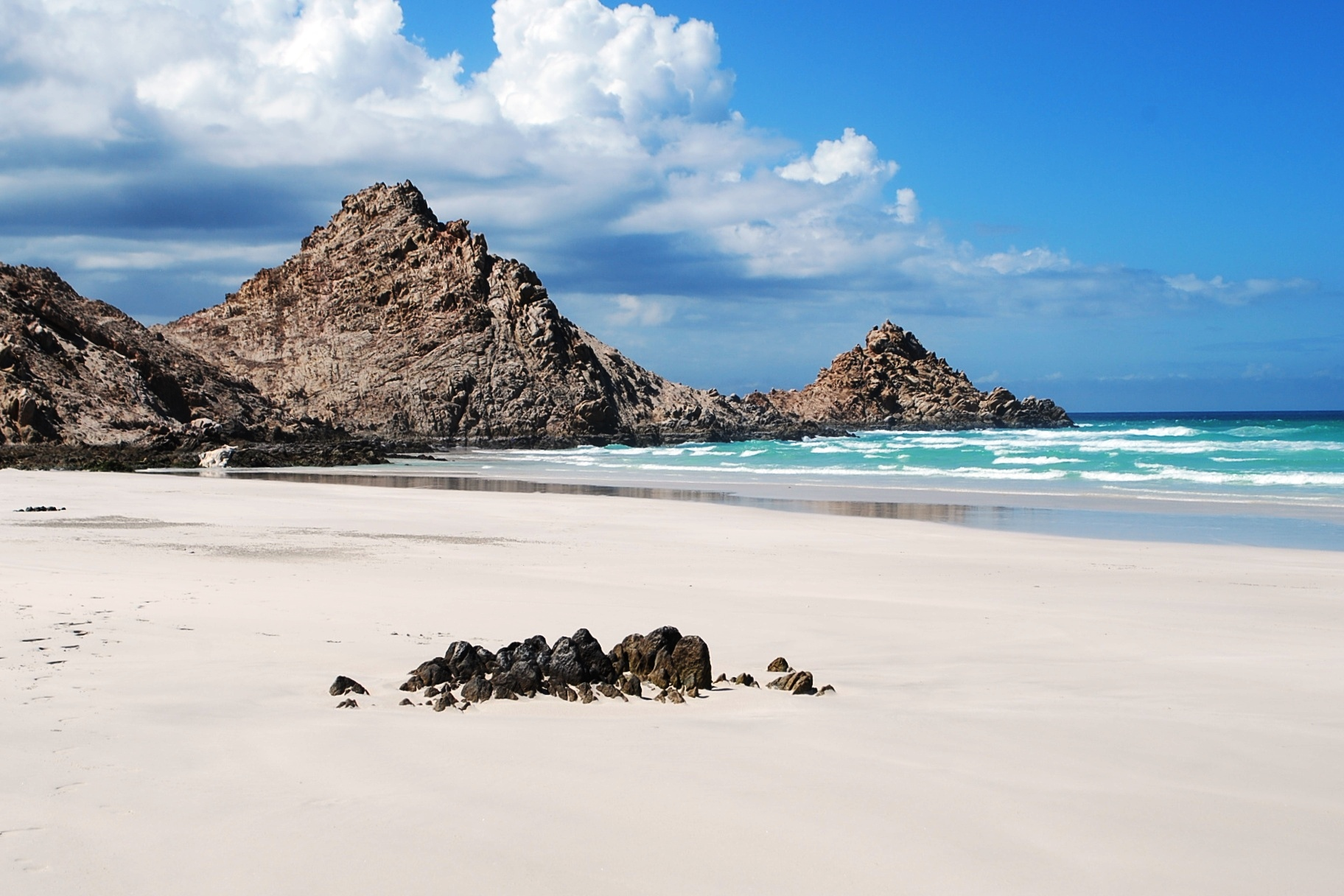
Лагуна Детва в Куленсии

На территории округа находится лагуна Детва.

## Климат
Климат тропический аридный и семиаридный.
| Климатограмма округа Куленсия-Ва-Абд-Аль-Кури | Климатограмма округа Куленсия-Ва-Абд-Аль-Кури | Климатограмма округа Куленсия-Ва-Абд-Аль-Кури | Климатограмма округа Куленсия-Ва-Абд-Аль-Кури | Климатограмма округа Куленсия-Ва-Абд-Аль-Кури | Климатограмма округа Куленсия-Ва-Абд-Аль-Кури | Климатограмма округа Куленсия-Ва-Абд-Аль-Кури | Климатограмма округа Куленсия-Ва-Абд-Аль-Кури | Климатограмма округа Куленсия-Ва-Абд-Аль-Кури | Климатограмма округа Куленсия-Ва-Абд-Аль-Кури | Климатограмма округа Куленсия-Ва-Абд-Аль-Кури | Климатограмма округа Куленсия-Ва-Абд-Аль-Кури | Климатограмма округа Куленсия-Ва-Абд-Аль-Кури |
| --------------------------------------------- | --------------------------------------------- | --------------------------------------------- | --------------------------------------------- | --------------------------------------------- | --------------------------------------------- | --------------------------------------------- | --------------------------------------------- | --------------------------------------------- | --------------------------------------------- | --------------------------------------------- | --------------------------------------------- | --------------------------------------------- |
| Макс. Температура                             | 30                                            | 34                                            | 38                                            | 41                                            | 35                                            | 28                                            | 28                                            | 29                                            | 31                                            | 34                                            | 31                                            | 30                                            |
| Осадки                                        | 9                                             | 9                                             | 12                                            | 6                                             | 17                                            | 4                                             | 1                                             | 1                                             | 1                                             | 73                                            | 13                                            | 19                                            |
|                                               | Янв.                                          | Фев.                                          | Март                                          | Апр.                                          | Май                                           | Июнь                                          | Июль                                          | Авг.                                          | Сен.                                          | Окт.                                          | Нояб.                                         | Дек.                                          |

## Демография
| 2003   | 2019   |
| ------ | ------ |
| 10 109 | 14 795 |